# Municipio de Wappanocca
El municipio de Wappanocca (en inglés: Wappanocca Township) es un municipio ubicado en el condado de Crittenden en el estado estadounidense de Arkansas. En el año 2010 tenía una población de 794 habitantes y una densidad poblacional de 3,58 personas por km².

## Geografía
El municipio de Wappanocca se encuentra ubicado en las coordenadas 35°18′31″N 90°15′33″O / 35.30861, -90.25917. Según la Oficina del Censo de los Estados Unidos, el municipio tiene una superficie total de 221.58 km², de la cual 216,13 km² corresponden a tierra firme y (2,46 %) 5,44 km² es agua.

## Demografía
Según el censo de 2010, había 794 personas residiendo en el municipio de Wappanocca. La densidad de población era de 3,58 hab./km². De los 794 habitantes, el municipio de Wappanocca estaba compuesto por el 65,87 % blancos, el 32,12 % eran afroamericanos, el 0,38 % eran amerindios, el 0,13 % eran asiáticos, el 0,63 % eran de otras razas y el 0,88 % eran de una mezcla de razas. Del total de la población el 3,27 % eran hispanos o latinos de cualquier raza.